# Yara dos Santos
Yara dos Santos (sinh năm 1979) là một nhà văn người Cabo Verde.

## Tiểu sử
Cuốn sách đầu tiên của cô Força de Mulher (Nhà xuất bản Garrido, 2002), liên quan đến kinh nghiệm của cô khi xuất hiện trong một chương trình truyền hình Bồ Đào Nha Confiança Cega. Sau đó, cô đã viết Cabo Verde: Tradição e Sabores (Cape Verde: Tradition and Flavours) (Nhà xuất bản Garrido, 2003), về truyền thống ẩm thực của quê hương cô.
Năm 2006, cô xuất bản Ildo Lobo, một voz crioula (Ildo Lobo: The Creole Voice), về cuộc đời và tác phẩm của ca sĩ Cape Verdean Ildo Lobo; nó lần đầu tiên được trình bày ở Ý.